# AACTA International Awards 2023
Die 12. Verleihung der australischen AACTA International Awards (englisch 12th AACTA International Awards), die jährlich von der Australian Academy of Cinema and Television Arts (AACTA) vergeben werden, fand am 26. Januar 2022 statt. Sie ehrten die besten internationalen Filme und Serien des Jahres 2022 und sind so das Gegenstück zu den im Dezember 2022 stattgefundenen zwölften AACTA Awards für australische Filme und Serien. Wie im Vorjahr wurde auf die übliche Veranstaltung in West Hollywood verzichtet, stattdessen wurden die Gewinner über einen Livestream bekanntgegeben.

## Übersicht
Die Nominierungen wurden am 15. Dezember 2022 bekanntgegeben. Gegenüber der Verleihung aus dem Vorjahr gab es keine Neuerungen.
Mit sechs Nominierungen im Bereich Film erhielten die Tragikomödie The Banshees of Inisherin und der Fantasy-Abenteuerfilm Everything Everywhere All at Once die meisten Nennungen, gefolgt von Elvis mit vier. Ebenfalls mehrere Nominierungen erhielten Babylon – Rausch der Ekstase (3), Avatar: The Way of Water, Die Fabelmans, The Stranger, Tár und Triangle of Sadness (jeweils 2). Im Bereich Fernsehen erreichten The Bear: King of the Kitchen, Hacks, Heartbreak High, Mystery Road: Origin, Ozark und The White Lotus jeweils zwei Nominierungen.
The Banshees of Inisherin konnte als einziger Film drei Auszeichnungen gewinnen. Er wurde für das beste Drehbuch (Martin McDonagh) und die besten Nebendarsteller (Kerry Condon und Brendan Gleeson) gewürdigt. Die Filmbiografie Elvis setzte sich mit Baz Luhrmann als bester Regisseur und Austin Butler für seine Darstellung von Elvis Presley durch. Als bester Film war James Camerons Avatar: The Way of Water und als beste Hauptdarstellerin Cate Blanchett für Tár erfolgreich. Ebenfalls auf jeweils zwei Siegen kommen die Fernsehserien Mystery Road: Origin und The White Lotus. Die Krimiserie wurde als beste Dramaserie und für den besten Seriendarsteller (Mark Coles Smith) ausgezeichnet. Die Dramedy wurde als beste Comedyserie und für die beste Seriendarstellerin (Jennifer Coolidge) prämiert.

## Gewinner und Nominierte im Bereich Film
| Film                              | N | A |
| --------------------------------- | - | - |
| The Banshees of Inisherin         | 6 | 3 |
| Everything Everywhere All at Once | 6 | 0 |
| Elvis                             | 4 | 2 |
| Babylon – Rausch der Ekstase      | 3 | 0 |
| Avatar: The Way of Water          | 2 | 1 |
| Tár                               | 2 | 1 |
| Die Fabelmans                     | 2 | 0 |
| The Stranger                      | 2 | 0 |
| Triangle of Sadness               | 2 | 0 |

### Bester Film
Avatar: The Way of Water – Produktion: James Cameron und Jon Landau
The Banshees of Inisherin – Produktion: Graham Broadbent, Peter Czernin und Martin McDonagh
Elvis – Produktion: Gail Berman, Baz Luhrmann, Catherine Martin, Patrick McCormick und Schuyler Weiss
Everything Everywhere All at Once – Produktion: Daniel Kwan, Daniel Scheinert und Jonathan Wang
Top Gun: Maverick – Produktion: Jerry Bruckheimer, Tom Cruise, David Ellison und Christopher McQuarrie

### Beste Regie
Baz Luhrmann – Elvis
James Cameron – Avatar: The Way of Water
Daniel Kwan und Daniel Scheinert – Everything Everywhere All at Once
Martin McDonagh – The Banshees of Inisherin
Steven Spielberg – Die Fabelmans (The Fabelmans)

### Bestes Drehbuch
Martin McDonagh – The Banshees of Inisherin
Maria Bello und Dana Stevens – The Woman King
Todd Field – Tár
Rian Johnson – Glass Onion: A Knives Out Mystery
Ruben Östlund – Triangle of Sadness

### Bester Hauptdarsteller
Austin Butler – Elvis
Joel Edgerton – The Stranger
Colin Farrell – The Banshees of Inisherin
Brendan Fraser – The Whale
Hugh Jackman – The Son

### Beste Hauptdarstellerin
Cate Blanchett – Tár
Ana de Armas – Blond (Blonde)
Margot Robbie – Babylon – Rausch der Ekstase (Babylon)
Michelle Williams – Die Fabelmans (The Fabelmans)
Michelle Yeoh – Everything Everywhere All at Once

### Bester Nebendarsteller
Brendan Gleeson – The Banshees of Inisherin
Woody Harrelson – Triangle of Sadness
Sean Harris – The Stranger
Brad Pitt – Babylon – Rausch der Ekstase (Babylon)
Ke Huy Quan – Everything Everywhere All at Once

### Beste Nebendarstellerin
Kerry Condon – The Banshees of Inisherin
Jamie Lee Curtis – Everything Everywhere All at Once
Olivia DeJonge – Elvis
Stephanie Hsu – Everything Everywhere All at Once
Jean Smart – Babylon – Rausch der Ekstase (Babylon)

## Gewinner und Nominierte im Bereich Fernsehen
| Serie                         | N | A |
| ----------------------------- | - | - |
| Mystery Road: Origin          | 2 | 2 |
| The White Lotus               | 2 | 2 |
| The Bear: King of the Kitchen | 2 | 0 |
| Hacks                         | 2 | 0 |
| Heartbreak High               | 2 | 0 |
| Ozark                         | 2 | 0 |

### Beste Dramaserie
Mystery Road: Origin
The Bear: King of the Kitchen (The Bear)
Heartbreak High
Severance
Stranger Things

### Beste Comedyserie
The White Lotus
Hacks
The Marvelous Mrs. Maisel
Only Murders in the Building
Wednesday

### Bester Seriendarsteller
Mark Coles Smith – Mystery Road: Origin
Jason Bateman – Ozark
Bob Odenkirk – Better Call Saul
Thomas Weatherall – Heartbreak High
Jeremy Allen White – The Bear: King of the Kitchen (The Bear)

### Beste Seriendarstellerin
Jennifer Coolidge – The White Lotus
Elizabeth Debicki – The Crown
Laura Linney – Ozark
Jean Smart – Hacks
Zendaya – Euphoria